# Ручний гак

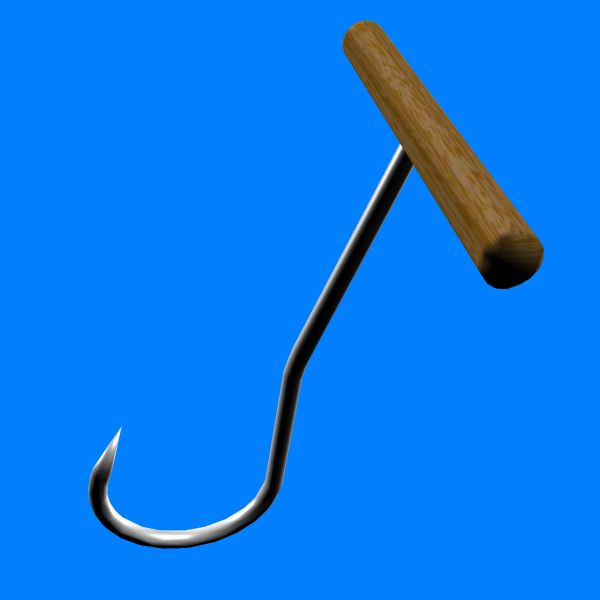
Ручний гак, використовуваний вантажниками

Ручний гак — ручний інструмент, використовуваний для закріплення і пересування вантажів. Складається з дерев'яного руків'я круглого перерізу з міцним металевим гаком близько 20 см завдовжки, прикріпленим під прямим кутом у його центрі. Пристрій утримується в кулаку, стрижень гака проходить між пальцями.
Ручні гаки використовуються робітниками різних професій: вантажниками, сільськогосподарськими робітниками, лісівниками, працівниками комунального господарства (для підняття кришок люків) тощо. Гаки меншого розміру використовуються в харчовій промисловості і на транспорті.

## Використовування

### Вантажні роботи

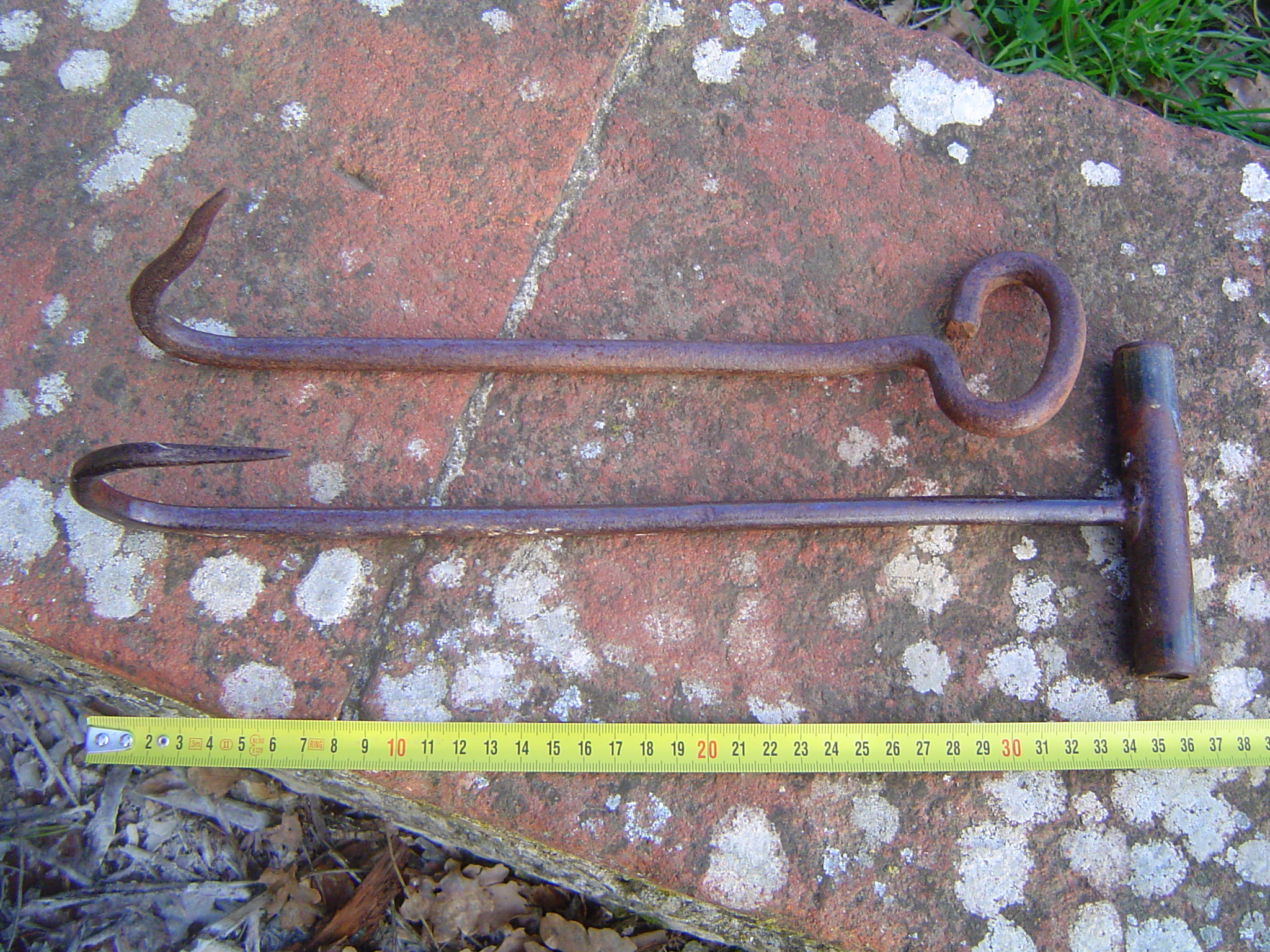
Гаки для сіна

Ручні гаки історично використовувалися вантажниками. До доби контейнеризації вантаження і розвантаження проводилося вручну, тому гак був основним інструментом портових робітників. Гак став символом професії вантажника, подібно молоту і ковадлу в ковальстві чи гайковому ключу в професії водопровідника. У США вихід вантажників на страйк чи на пенсію називалися «повішуванням гака» (англ. hanging up the hook) чи «закиданням гака» (slinging the hook), а інформаційний бюлетень для звільнених на пенсію членів сіетлського відділення «Міжнародної профспілки вантажних і складських робітників» (International Longshore and Warehouse Union) називається The Rusty Hook («Іржавий гак»). Гаки часто закріпляли на поясі.
Оскільки при використовуванні гака деякі товари можна було легко пошкодити, існує знак «Використання ручного гака заборонено».

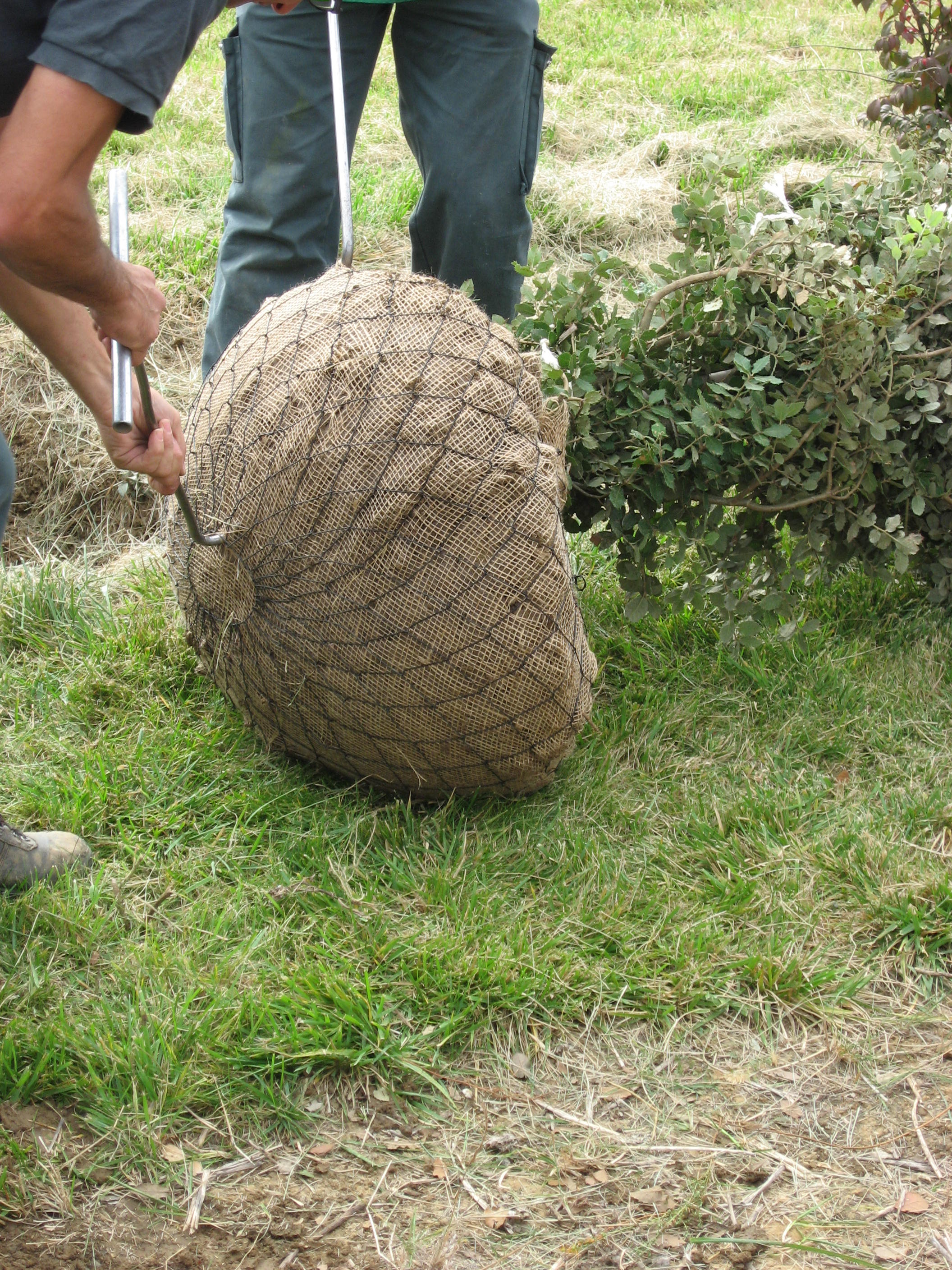
Перенесення саджанця гаками

У Російській імперії XVIII — першій третині XX століття вантажники з гаками називалися «крючниками», їхня праця особливо широко використовувалася в Рибінську при перевантаженні товарів (переважно хліба) з низових на верхові річкові судна, що йшли до Санкт-Петербурга. За допомогою гака («крюка») вантаж підіймався й утримувався на так званій «сіделці» (полотняній м'якій прокладці, закріпленій за допомогою лямок на спині). В окремі роки кінця XIX століття в Рибінську працювало до 3600 організованих в артілі крючників.

### Сільське господарство
У сільському господарстві ручні гаки використовуються для закріплення і пересування тюків з сіном, незручних для підйому вручну.

### Садівництво
У садівництві різновид ручного гака з довгим руків'ям використовується для перенесення саджанців. Гаки чіпляються з обох боків тюкованого коріння саджанця і він переноситься робітниками.

### Лісівництво

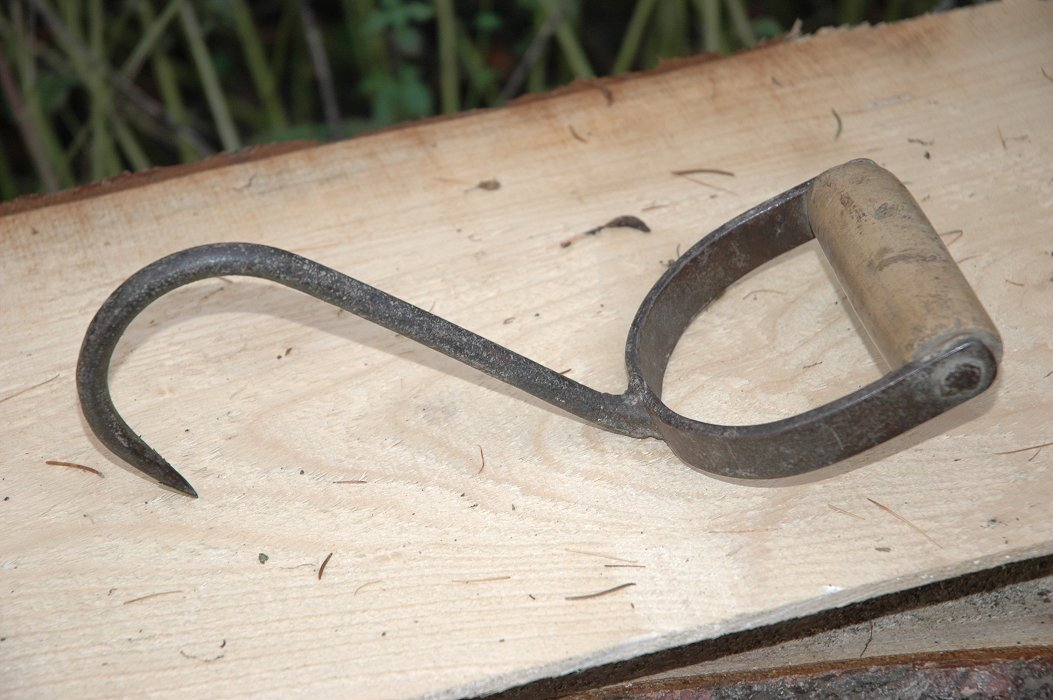
Гак для дров

Один з типів ручного гака (нім. Packhaken, Hebehaken, Forsthaken) використовується для підняття й перенесення дров. У Швеції спеціальний «колодяний гак» (швед. timmerkrok) використовують для перенесення колод: двоє вантажників підхоплюють колоду гаками з обох кінців.